# Кастелламонте
Кастелламонте (итал. Castellamonte) — коммуна в Италии, располагается в регионе Пьемонт, в провинции Турин.
Население составляет 9894 человека (2008 г.), плотность населения составляет 260 чел./км². Занимает площадь 38 км². Почтовый индекс — 10081. Телефонный код — 0124.
Покровительницей коммуны почитается Пресвятая Богородица, празднование 16 июля.

## Демография
Динамика населения:

## Администрация коммуны
- Официальный сайт: http://www.comune.castellamonte.to.it/ Архивная копия от 5 апреля 2010 на Wayback Machine